# Messerschmitt Me 310
Messerschmitt Me 310 là một mẫu máy bay tiêm kích hạng nặng của Đức quốc xã trong Chiến tranh thế giới II.

## Tính năng kỹ chiến thuật (Me 310)
Đặc điểm tổng quát
- Kíp lái: 2
- Chiều dài: 39 ft 8 in (12,20 m)
- Sải cánh: 58 ft 9 in (17,90 m)
- Chiều cao: 14 ft 1 in (4,30 m)
- Diện tích cánh: 406 ft² (37,7 m²)
- Trọng lượng có tải: 24.360 lb (11.050 kg)
- Động cơ: 2 × Daimler-Benz DB 603A, 1.850 hp (1.380 kW)  mỗi chiếc

 Hiệu suất bay 
- Vận tốc cực đại: 408 mph (655 km/h)
- Tầm bay: 1.185 mi (1.900 km)
- Trần bay: 36.000 ft (11.000 m)

Trang bị vũ khí

- Súng: *2 × pháo MG 151/20 20 mm
- 2 × Súng máy MG 17 7,92 mm (.312 in)
- 2 × súng máy MG 131 13 mm (.51 in)